# Johnson County (Georgia)
Das Johnson County ist ein County im Bundesstaat Georgia der Vereinigten Staaten. Der Verwaltungssitz (County Seat) ist Wrightsville, benannt nach James B. Wright, einem Mitbegründer der Stadt.

## Geographie
Das County liegt im Osten von Georgia und ist im Nordosten etwa 90 km von South Carolina entfernt. Es hat eine Fläche von 794 Quadratkilometern, wovon sechs Quadratkilometer Wasseroberfläche sind, und grenzt im Uhrzeigersinn an folgende Countys: Jefferson County, Emanuel County, Laurens County, Wilkinson County und Washington County.

## Geschichte
Johnson County wurde am 11. Dezember 1858 als 129. County und Georgia aus Teilen des Emanuel County, des Laurens County und des Washington County gebildet. Benannt wurde es nach Herschel Johnson, einem Gouverneur von Georgia, Senator und glückloser US-Vizepräsident.

## Demografische Daten
Laut der Volkszählung von 2010 verteilten sich die damaligen 9980 Einwohner auf 3347 bewohnte Haushalte, was einen Schnitt von 2,46 Personen pro Haushalt ergibt. Insgesamt bestehen 4120 Haushalte.
67,9 % der Haushalte waren Familienhaushalte (bestehend aus verheirateten Paaren mit oder ohne Nachkommen bzw. einem Elternteil mit Nachkomme) mit einer durchschnittlichen Größe von 3,03 Personen. In 32,6 % aller Haushalte lebten Kinder unter 18 Jahren sowie in 28,9 % aller Haushalte Personen mit mindestens 65 Jahren.
23,0 % der Bevölkerung waren jünger als 20 Jahre, 26,4 % waren 20 bis 39 Jahre alt, 30,7 % waren 40 bis 59 Jahre alt und 19,9 % waren mindestens 60 Jahre alt. Das mittlere Alter betrug 40 Jahre. 56,0 % der Bevölkerung waren männlich und 44,0 % weiblich.
63,1 % der Bevölkerung bezeichneten sich als Weiße, 35,0 % als Afroamerikaner, 0,2 % als Indianer und 0,2 % als Asian Americans. 0,7 % gaben die Angehörigkeit zu einer anderen Ethnie und 0,8 % zu mehreren Ethnien an. 1,9 % der Bevölkerung bestand aus Hispanics oder Latinos.
Das durchschnittliche Jahreseinkommen pro Haushalt lag bei 34.438 USD, dabei lebten 23,1 % der Bevölkerung unter der Armutsgrenze.

## Kultur und Sehenswürdigkeiten

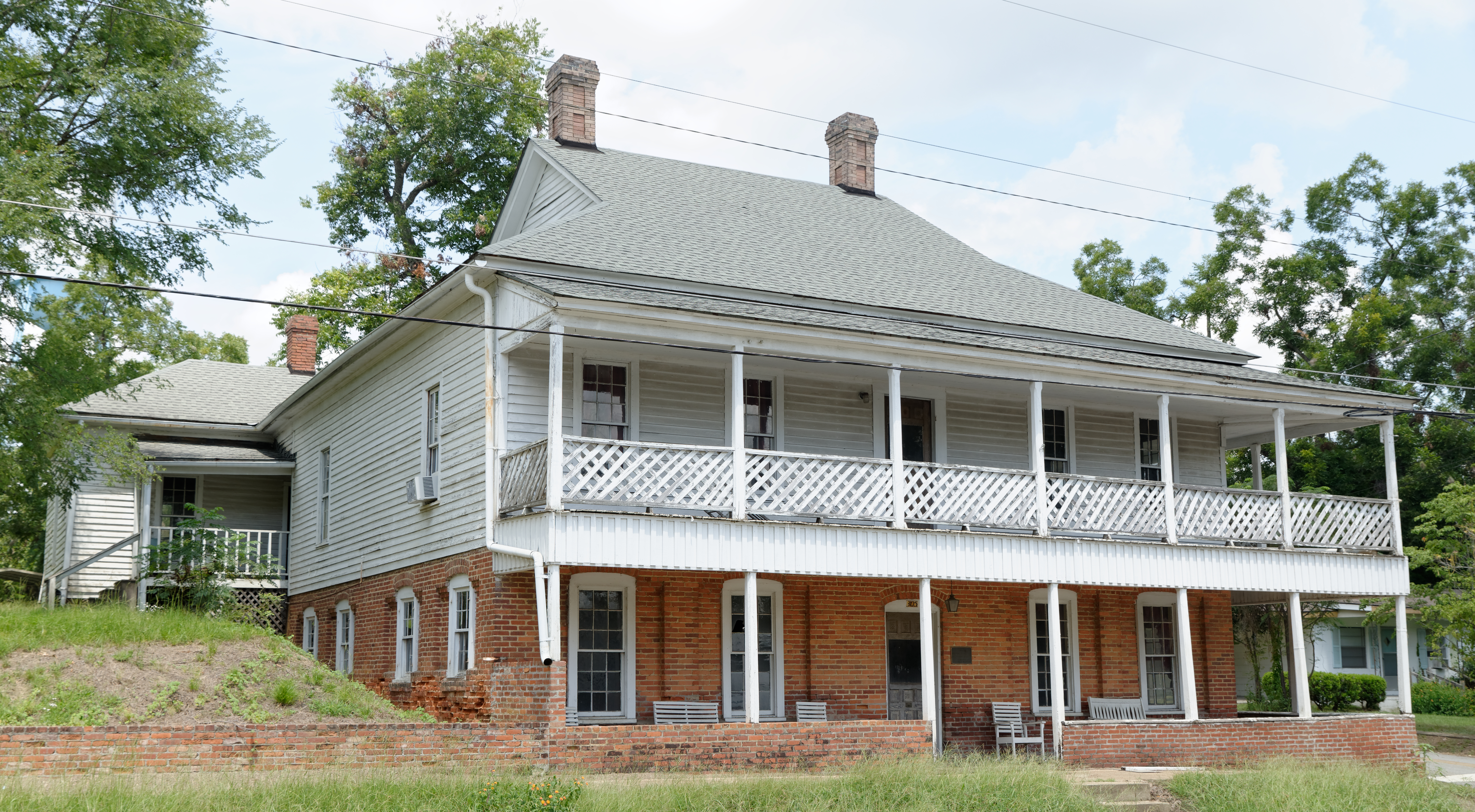
Grice Inn in Wrightsville (2018). Das Anwesen entstand 1905 als Privatresidenz und Hotel. Der Bauherr J. R. Grice ließ es im französischen Kolonialstil errichten. Im Juli 1978 wurde das Grice Inn als erstes Objekt des County in das NRHP eingetragen.

Zwei Bauwerke im Johnson County sind im National Register of Historic Places („Nationales Verzeichnis historischer Orte“; NRHP) eingetragen (Stand 31. Januar 2024), neben dem Gerichts-Verwaltungsgebäude des County ist dies das ehemalige Hotel Grice Inn.

## Orte im Johnson County
Orte im Johnson County mit Einwohnerzahlen der Volkszählung von 2010:
Cities:
- Adrian – 664 Einwohner
- Wrightsville (County Seat) – 2195 Einwohner

Town:
- Kite – 241 Einwohner